# 加布丽埃拉·帕姆
加布丽埃拉·帕姆（英語：Gabriella Palm，1998年5月20日—），澳大利亚女子水球运动员。她曾代表澳大利亚参加2020年和2024年夏季奥林匹克运动会水球比赛，其中2024年奥运会获得一枚银牌。